# Mate Solis
Mate Solis (Zadar, 21. srpnja 1935. - Cres, 12. studenoga 2019.) hrvatski akademski slikar iz Cresa.

## Životopis
Školu je pohađao u Cresu i Rijeci, potom je završio Školu primijenjene umjetnosti u Zagrebu, 1962. godine je diplomirao na zagrebačkoj Akademiji likovnih umjetnosti. U početku je slikao na granicama apstrakcije, kasnije počinje naglašavati volumen i kolorističku skalu boja te potom prelazi u ekspresionističku i nadrealističku fazu. U kasnijoj fazi ponovno se vraća apstraktnom slikarstvu s naglašenim crtežem. Uglavnom se koristi uljima i akvarelima. Izlagao je u Rijeci, Klagenfurtu, Hamburgu, Cresu i drugdje. Autor je brojnih zidnih dekoracija u hotelima (Punta u Velom Lošinju, Kimen u Cresu i Vespera u Malom Lošinju) i bankama, a bavio se i opremanjem knjiga.
Praktično je autor suvremenog vizualnog identiteta grada Cresa.